# Aeterna Dei Sapientia

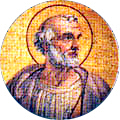
Paus Leo de Grote

Aeterna Dei Sapientia (Latijn voor Gods eeuwige wijsheid) is de zesde encycliek van paus Johannes XXIII, gepubliceerd op 1 november 1961 ter gelegenheid van de vijftienhonderdste sterfdag van de heilige paus Leo de Grote. De encycliek heeft als ondertitel: De Zetel van Petrus als centrum van Christelijke Eenheid.
In de inleiding roemt paus Johannes zijn voorganger Leo als de grootste onder de groten. Vervolgens belicht de paus Leo's werk als herder en kerkleraar en noemt hem een van de trouwste dienaren op de Heilige Stoel. De encycliek is een proeve van Johannes' achtergrond als kerkhistoricus. 
In het tweede gedeelte van de encycliek wijst Johannes vooruit naar het Tweede Vaticaans Concilie en naar de geest van christelijke eenheid, die onder invloed van paus Leo heerste. De paus betitelt de bisschop van Rome als focus voor de Christelijke eenheid en roept alle gelovigen tot terugkeer tot de eenheid des geloofs. De paus ziet deze eenwording evenwel niet als een revolutionair proces, maar als een werk van liefde en geduld.